# 公共事業促進局

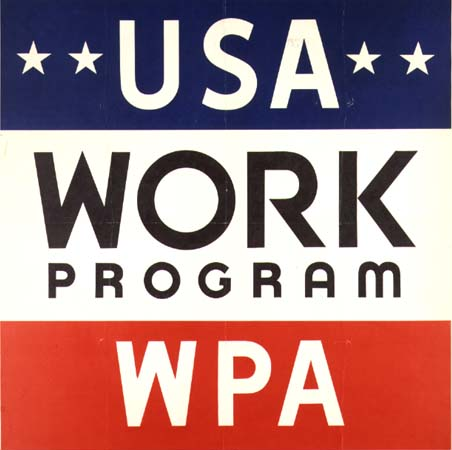
WPAのマーク

公共事業促進局（こうきょうじぎょうそくしんきょく）または雇用促進局（こようそくしんきょく、英語：Works Progress Administration、後に Work Projects Administration と改称、略称WPA）は、ニューディール政策期にアメリカ合衆国で発足した政府機関。
1935年5月6日に民主党政権のフランクリン・ルーズベルト大統領の「大統領令」により発足し、1943年までの間に数百万人の失業者を公共事業を通じて雇用し全米各地の地方経済に影響を与えた、ニューディール政策における最大かつ最も重要な機関である。

## 概要
WPAは、共和党政権のハーバート・フーヴァー大統領が設置し民主党政権のフランクリン・ルーズベルト大統領が引き継いだ失業軽減のための機関・連邦緊急救済局（FERA）の後継組織で、その権限を拡大したものだった。FERAに引き続きハリー・ホプキンスが長となり、世界恐慌後にアメリカ中にあふれた失業者たちに職と収入とを与えた。WPAによって雇用された人々により多くの公共施設や道路や図書館が建設され、また音楽、演劇、美術など芸術分野における失業者も支援された。1943年に連邦議会によって閉鎖されるまで、WPAは全米最大の雇用主であった。
WPAの大部分の事業において、労働に従事する資格を有するのは生活保護を受給している失業者のみであった。その時給は各地方ごとの一般賃金と同等であったが、雇用された者は週30時間以上はWPA事業のために労働に従事することはできなかった。また、1940年までは新しい職能を習得させるための訓練機能を備えてはいなかった。

## 着手した計画

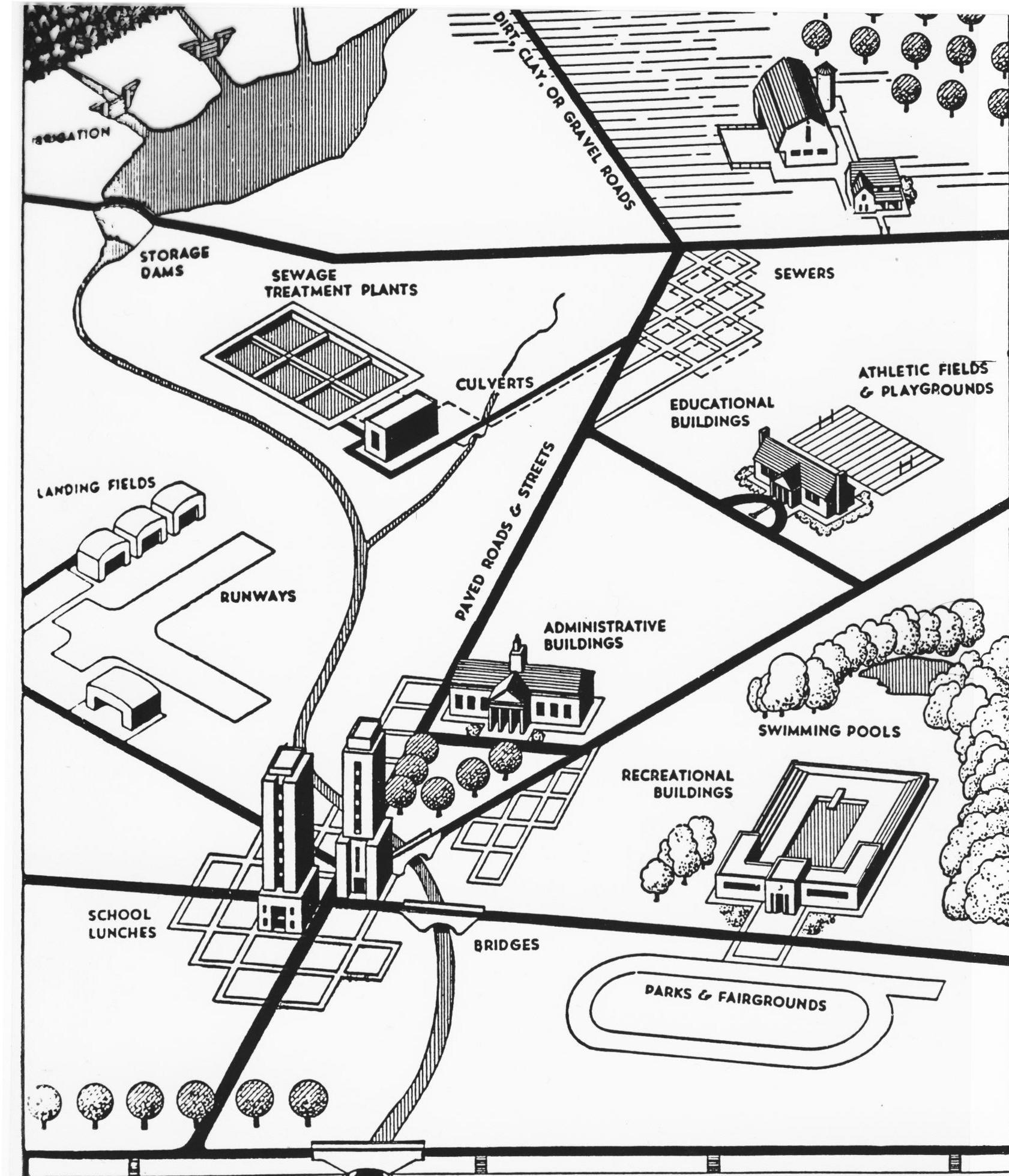
WPAがその活動を要約した1940年のポスター。道路、橋、ダム、上下水道、庁舎、学校、レクリエーション施設、体育施設、空港などが完成しており、縫製や給食なども行われている。

850万人以上のアメリカ国民がWPAに雇用されて肉体労働（ブルーカラー）などに従事した。
WPAの雇用した労働者の75%、およびWPAが使った支出の75%は、高速道路・街路・公共建築・空港・ダム・下水道・公園・図書館・レクリエーション空間など公共施設の建設に費やされた。WPAは8年間で65万マイルの道路、7万8,000の橋、12万5,000件の建築物、滑走路700マイル分、46の大規模キャンプ場を建設した。
また、図書館がいまだになかった地方や僻地にまで図書館の建設を拡大するための活動も行っている。
その他、予算の7%ほどは芸術活動支援に費やされ、22万5,000件のコンサートや公演を開催して延べ1億5,000万人の観客を集め、47万5,000の美術作品が作られた。また失業作家・研究者を動員して数々の芸術教育活動や芸術遺産調査活動、各州の歴史調査活動、アフリカ系アメリカ人の元黒人奴隷などさまざまなアメリカ人の生活史の聞き取り作業が行われた。
WPAの手がけた計画の90%ほどは、未熟練労働者などブルーワーカーの雇用のための計画だった。その他、WPAは失業した音楽家、美術家、俳優、研究者、小説家などを雇用し、芸術や出版などの分野が断絶するのを防止した。

### 主な活動

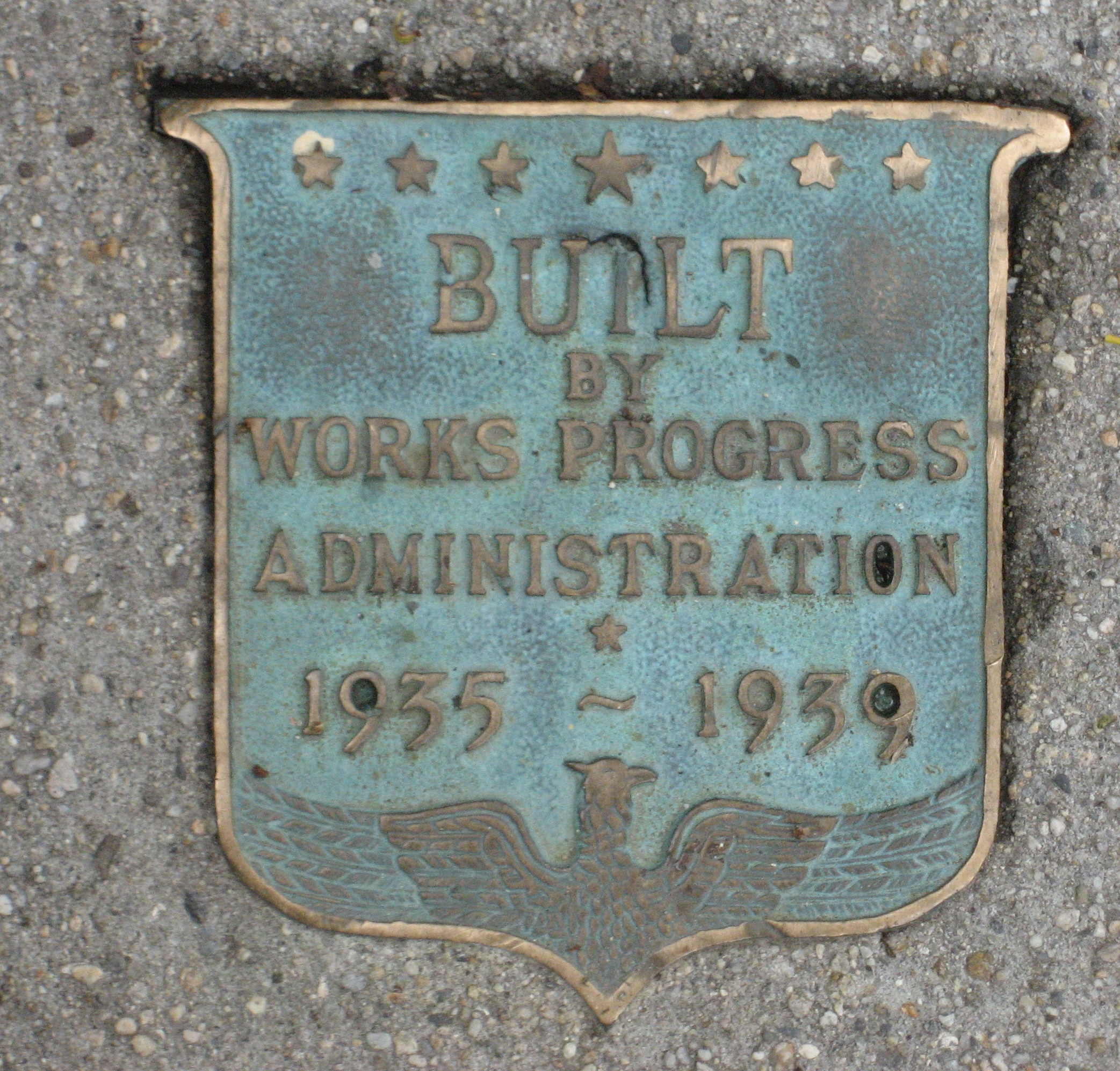
ロードアイランド州プロビデンス市のプロスペクト・パーク。公園の一角にWPAによる建設であることを示す銘板がある。

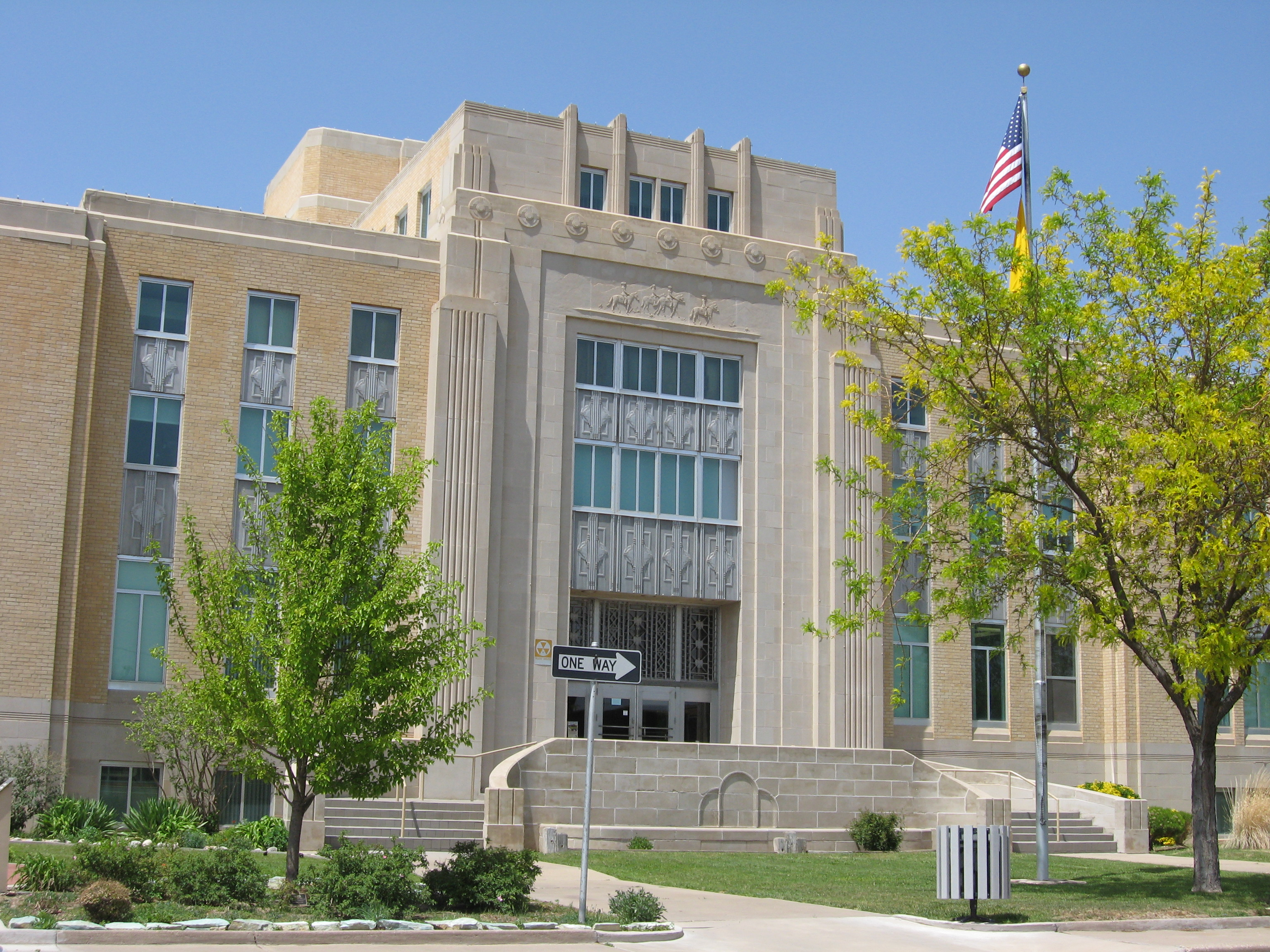
ニューメキシコ州ルーズベルト郡の裁判所。全米各地で多くの公共建築がWPAにより建設された。

WPAの活動のなかでも有名なものは以下のようなものがある。
- ヒューストン市庁舎の建設をはじめとする、全米の市庁舎・裁判所などの公共建築
- ニューヨーク市営空港（現ラガーディア空港）の建設・開港
- シカゴ市営空港（現シカゴ・ミッドウェー国際空港）の拡張工事
- ディーリー・プラザ（ダラス市の都市公園、後にケネディ大統領暗殺事件の舞台となった場所）
- グリフィス天文台（ロサンゼルス）の建設
- キャンプ場や森林公園の建設
  - カトクティン・マウンテン・パーク（Catoctin Mountain Park、メリーランド州の山中にあるレクリエーション地区。大統領の別荘、キャンプ・デービッドが位置する）
  - ラファム・ピーク（Lapham Peak、ウィスコンシン州の森林公園）
  - メンドシノ・ウッドランズ州立公園（Mendocino Woodlands State Park、カリフォルニア州のキャンプ場）
  - オレゴン州フッド山（Mount Hood）のティンバーライン・ロッジ（Timberline Lodge）
  - アフトン湖（Lake Afton、カンザス州の大規模公園）
- フェデラル・ワン（Federal One、連邦計画一号）

芸術家救済プロジェクト。あらゆる芸術分野にかかわる人々に仕事を与え生活を救済する役割を持っていた。以下の5つのプログラムからなるほか、芸術活動や団体への寄付に対する控除制度が設けられた。
- 連邦作家計画
- 歴史記録調査（もとは連邦作家計画の一部）
- 連邦劇場計画
- 連邦音楽計画
- 連邦美術計画

- 対数表プロジェクト（Mathematical Tables Project）

1938年、ニューヨークで数百人以上の未熟練労働者が共同で膨大な対数表を作成した、歴史上最大で最後の人間計算機プロジェクト。後に第二次世界大戦で弾道計算やマンハッタン計画に応用された。

## 雇用

### 雇用された労働者たち

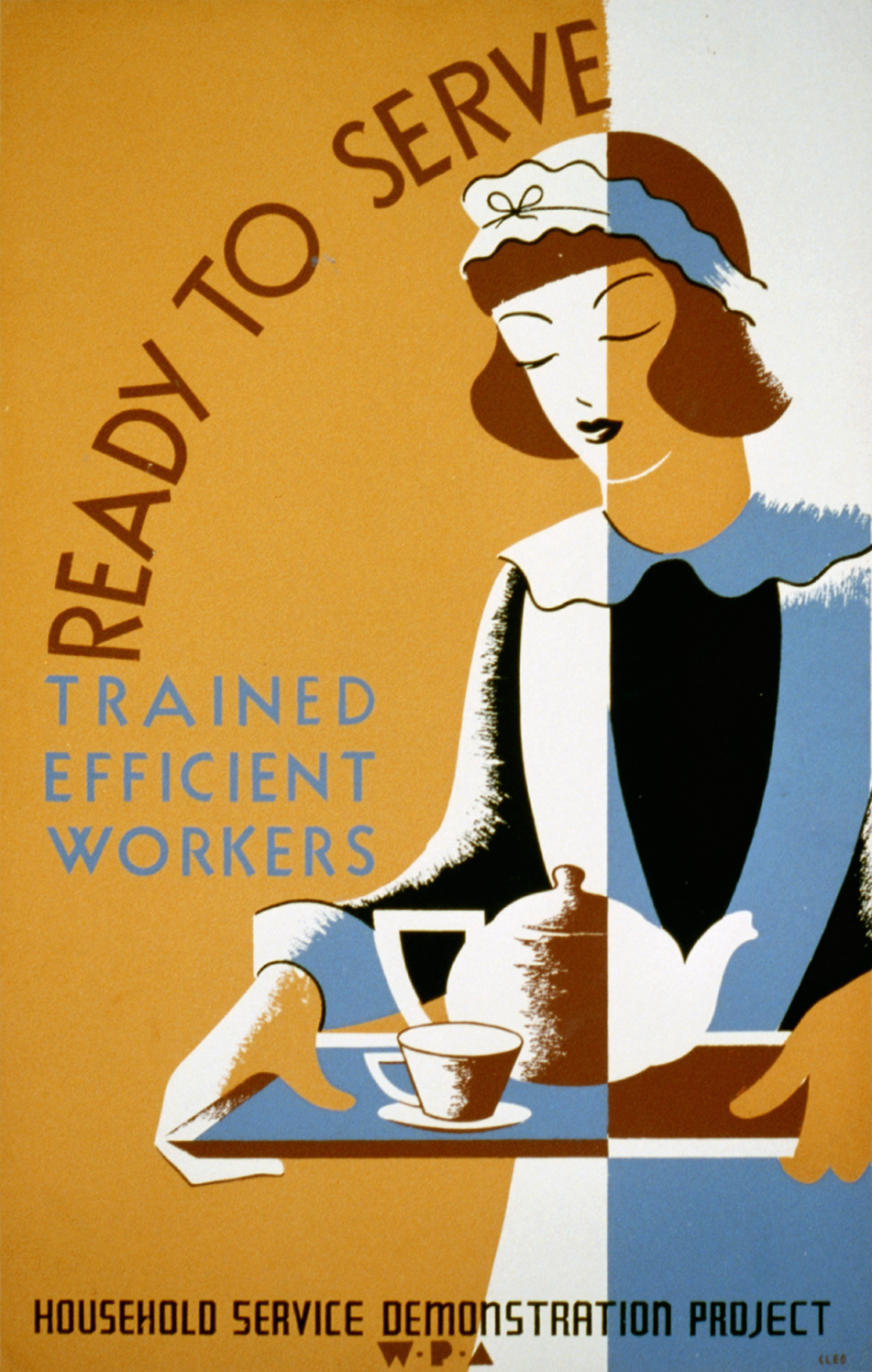
WPAによる家政婦訓練計画

WPAの雇用対象となった労働者は、生活保護を受給している世帯主ないし家庭の大黒柱となる者（多くは年長の男性、ただし15%は女性）であった。少年少女などは若年世代に対しては、若者を対象にした計画が国民青年局（National Youth Administration、略称NYA）によって別に進められていた。労働者の平均年齢は40歳であり、これは生活保護受給家庭の稼ぎ手の平均年齢とほぼ同様であった。
WPAの雇用計画は、「夫と妻は共働きすべきでない」という当時の強い観念を反映していた（一家のうち二人が働くことは、別の家庭の働き手から仕事を奪ってしまうという事情もあった）。都市部のペンシルベニア州フィラデルフィアで雇用された2,000人の女性についての調査では、このうち90%は既婚者であったが、さらにそのうち配偶者である夫と同居している者は15%だった。夫が民間企業に雇用されている者はわずか2%にすぎなかった。調査報告は、「これら2,000人の女性たちは、それぞれの家庭で1人から5人の家族を養う責任を負っている」と述べている。地方のミズーリ州では、WPAに雇用された女性のうち60%は独身だった（12%は未婚、25%は未亡人、23%は離婚や別居など）。40%だけが結婚し夫と共同生活をしており、夫のうち59%は身体障害者、17%は一時的な障害者、13%は老齢であった。夫が失業状態に入ってからの平均年数は5年であった。女性の大多数は縫製作業で労働に従事し、ミシンの使用方法などを教授され、病院や孤児院のための衣服やリネンを作成した。

### 黒人（アフリカ系アメリカ人）の雇用
FERAおよびWPAの供給した雇用や生活保護などの利益のうち、黒人（アフリカ系アメリカ人）に与えられた割合は、黒人の人口に対する比率よりも高かった。FERAの生活保護に関する最初の調査では、200万人以上のアフリカ系アメリカ人が1933年初頭の段階で生活保護を受給していた。黒人のうち17.8%が生活保護を受給していた計算になり、生活保護を受給する白人（ヨーロッパ系）の割合（9.5%）の2倍に達していた。1935年には黒人の30%に達する350万人の大人や子供が生活保護受給の対象だった。これにWPAに雇用されていた20万人の大人たちを加えると、1935年には約40%の黒人が何らかの政府の保護を享受していたことになる。
しかし公民権運動の指導者たちは、WPAは黒人を人口比よりも軽く扱っていると非難していた。アフリカ系アメリカ人の指導者たちはニュージャージー州のWPA雇用に関してこう述べている。「州の失業者のうちニグロ（黒人）たちが20%以上を構成しているにもかかわらず、1937年にWPAが雇用したニグロたちの割合は15.9%に過ぎない。」
全国では、WPA雇用者のうち黒人は15.2%であった。全国有色人向上協会（NAACP）の雑誌『オポチュニティ』（1939年2月）はWPAについて、さまざまな建設や労働に、地域社会に在住する黒人たちが参加できる機会を与えたことは大いに評価できると述べている。また、アメリカ南部ではWPA事業に参加する機会は限定され、人種ごとに異なる賃金すら受け継がれてしまったが、北部の特に都市部では、ホワイトカラー（頭脳労働）の職種に黒人が参加できる最初の本当の機会が与えられたとしている。

### WPAによる雇用目標

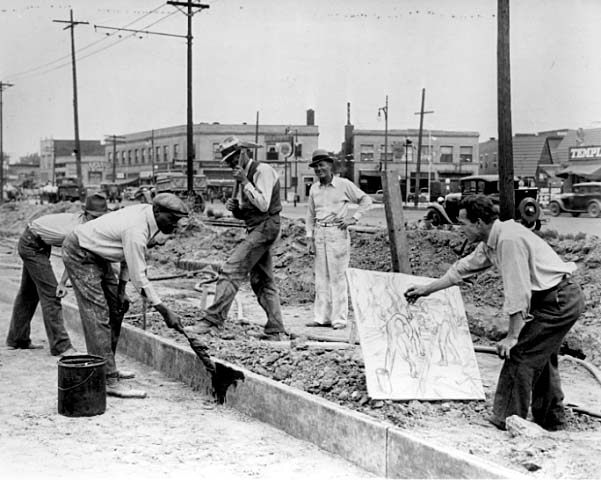
ミシガン州の芸術家、アルフレッド・カスターニュがWPAの建設作業員たちのスケッチをしている（1939年5月19日）。

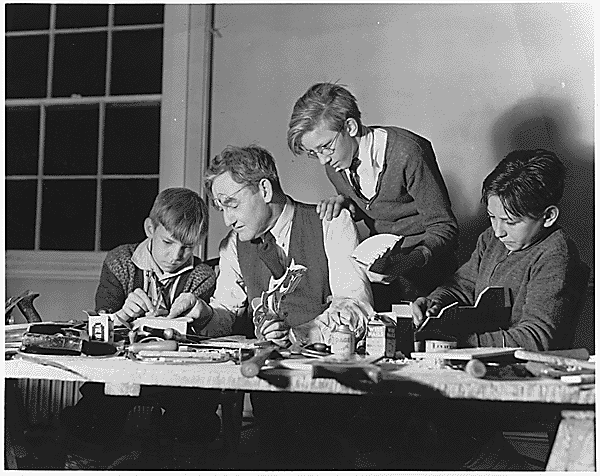
子供たちに工芸を教える男性。WPA主催の子供向け教室に多数の大人が雇用された。

WPAの最終目標は、アメリカ経済が回復するまで、生活保護を受給する失業者をできるだけ雇用することだった。ハリー・ホプキンスは1935年1月、連邦議会に証人として登壇し、「なぜ目標人数が350万人なのか」、FERA時代のデータを用いて説明した。彼は労働者一人当たり年1,200ドルを求め、40億ドルを得た。
ホプキンスは述べた。
1935年1月1日現在、アメリカ合衆国では2,000万人が生活保護を受給しています。このうち、830万人は16歳以下の子供です。380万人は、16歳以上65歳以下であるにもかかわらず失業中で求職もしていません。この中には主婦、学生、障害者もいます。残る75万人は65歳以上の老齢者です。つまり、2,000万人のうち、1,285万人は雇用を必要としていません。
16歳以上65歳以下の雇用可能な715万人が残ります。しかし165万人は農場主であるか、生活保護範囲内の仕事を得ています。また35万人はかつて仕事をしていたか求職中ですが障害があると見られます。715万人からこの200万人を差し引くと、515万人が残ります。
提案されているこの計画で労働することを許されるのは1家族に1人だけと仮定すると、さらに160万人が差し引かれます。これは2人か3人の雇用可能な家族がいる家庭の労働者の見積もり数です。つまり、残った355万人の労働者に対して、できるだけ大量の雇用を供給することが求められます。
WPAの最大雇用数は、1938年11月の330万人だった。労働賃金は3つの要素が元になっていた。地域別、都市化の度合い、そして各人の技能である。月給は19ドルから94ドルまで差があった。目標は各地の平均賃金を支払うことだったが、一人週30時間の労働時間制限があった。
WPAが雇用計画で1941年6月までに使った支出はおよそ114億ドルになる。40億ドル以上は高速道路や一般道の建設および街路整備に使われ、10億ドル以上が建物建設に使われた。10億ドル以上が公有か公営の施設（下水道など）建設に使われた。ほか、10億ドルが女性向けの縫製計画や余剰日用品の配布、学校給食計画などの福祉事業に使われた。

## WPAの解消

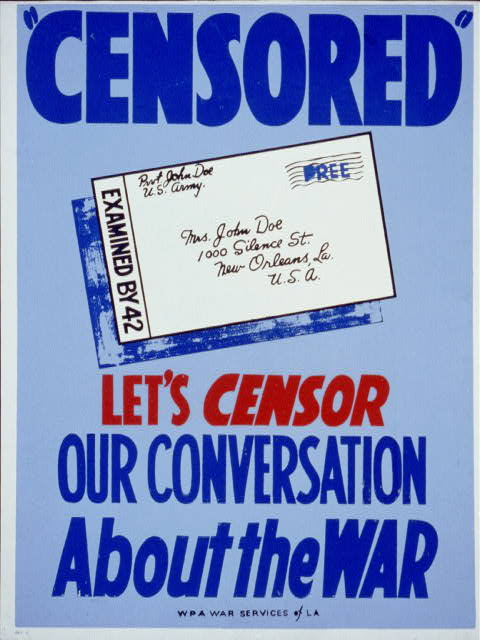
WPA戦争局のポスター。「軍事機密をみだりに書かない、話さない」

1940年、WPAは政策変更を行い、失業者に対して建設作業ではなく工場労働に就けるよう職業訓練を開始した。それ以前、さまざまな職能の労働組合は新しい技能を習得させる提案を全て拒否していた。第二次世界大戦参戦とそれに伴う軍需生産により失業が消えうせたため、1943年の暮れに連邦議会はWPAを解散させた。

## WPAに対する批判
多くの国民に支持された若者向け失業対策事業「市民保全部隊（Civilian Conservation Corps、民間資源保存局）」と違い、WPAは保守派からのさまざまな批判にさらされてきた。そのひとつは、WPAが必ずしも必要でない建設計画に連邦の予算を無駄遣いしたという点である。この批判は今日でも、「WPAの労働者たちは公園の落ち葉を拾うために雇われた」というような皮肉な見方に残されている。
WPAによる調査事業は、公然とリベラルな社会的・政治的テーマを選んでいたことから、左傾的として特に非難された。またWPAの計画や予算の配分に対する批判のひとつに、彼らがしばしば政治的な判断を行っていたというものがある。民主党のフランクリン・ルーズベルト政権に好意的な議会の指導者、あるいは政治的な力を持つベテラン議員たちは、どの州や地域に予算がより配分されるべきかの決定に介入していた。
WPAに対するもっとも痛烈な批判は、ルーズベルト大統領がWPAを通して数百万の労働者に職業を分配することで、全米の地方ボス達の持っていた雇用利権を中央に集中し、全国規模の集票マシーンを作り上げたというものである。1939年のハッチ法（Hatch Act of 1939）は連邦政府職員に対し政治活動へ参加することを禁止する目的で制定されたが、WPA職員はなおも民主党の選挙活動や左派の利益に便宜を図り続けた。
WPAの雇用を経験した者たちは、この体験を「WPA」をもじって、「われわれはのろのろ動いた（We Poke Along）」「われわれはだらだら過ごした（We Piddle Along）」「われわれはだらだらと働いた（We Putter Around）」と語る。これはWPAでの労働がしばしば怠惰に速度が遅くなったことを皮肉ったもので、この政策が雇用の維持に目的があり、懲戒や解雇も用いて労働者の生産性を向上させるような手段を選ばなかったことが原因にある。この批判はたとえ計画が遅延したり建設ミスや未完成があったとしても賃金が支払われるWPA発足初期の制度にも向けられている。この記憶は1960年代まで鮮明であり、怠惰なプロ野球チームに「みんなに職を与えるよいチームだ。まるでWPAのようだ」との皮肉があったほどであった。